# Smuguł
Smuguł (ros. Смугул) – wieś w Rosji, w Dagestanie, w rejonie achtyńskim. W 2010 liczyła 538 mieszkańców, głównie Lezginów.